# Republika Lakocka
Republika Lakocka (ang. Republic of Lakotah, lak. Lakotah Oyate) – proponowane państwo w granicach Stanów Zjednoczonych, na terenie stanów: Dakota Północna, Dakota Południowa, Nebraska, Wyoming oraz Montana.
19 grudnia 2007 indiański aktywista Russell Means i nieliczni inni aktywiści z plemienia Lakotów ogłosili, że jednostronnie zrywają wszystkie traktaty zawarte ponad 150 lat temu z rządem USA. Według lidera separatystów Russella Meansa nie jest to secesja, lecz wznowienie niepodległości.

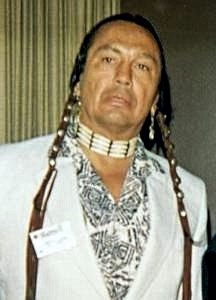
Russell Means

Grupa separatystów nie uznaje oficjalnych władz plemiennych, oskarżając ich o kolaborację z władzami Stanów Zjednoczonych. Oficjalne władze plemienne oraz przedstawiciele władz Stanów Zjednoczonych oświadczyli, że „separatyści” nie mają jakiejkolwiek legitymacji do wypowadania się w imieniu plemienia, gdyż są samozwańczymi „liderami”, których przywództwo nie zostało ustanowione w wyniku demokratycznych wyborów. Rady plemienne z rezerwatów zamieszkanych przez Lakotów odcięły się od inicjatywy Russella Meansa.
Granicami samozwańczej republiki mają być rzeka Yellowstone na północy, rzeka Missouri na wschodzie, rzeka Platte Północna na południu oraz bliżej nie sprecyzowana linia na zachodzie. Według tych granic największymi miastami republiki byłyby Omaha, Rapid City, Mandan, Casper oraz Bellevue. W skład republiki wchodziłyby najbiedniejsze regiony Stanów Zjednoczonych, między innymi rezerwaty Pine Ridge, Rosebud, Cheyenne River oraz Standing Rock.
Przyszłe państwo ma być zorganizowane jako konfederacja z libertariańskimi zasadami, nie przewiduje się pobierania ogólnych podatków, lecz każda miejscowość ma mieć prawo do pobierania podatków lokalnych, jeśli uznano by to za konieczne. Russell Means ogłosił, że ustrój będzie bazował na tradycyjnym systemie Lakotów. Początkowo nie zdecydowano się na żadną walutę, jednak zasugerowano, że nie będzie używany pieniądz fiducjarny.
Obywatelstwo ma mieć każdy obywatel USA zamieszkujący teren republiki, który zrezygnuje z obywatelstwa USA. Secesjoniści planują wydawać własne paszporty oraz prawa jazdy.
Nie ustalono nazwy oficjalnej stolicy. Siedzibą separatystów jest miejscowość Porcupine leżąca w rezerwacie Pine Ridge w Dakocie Południowej.
Od 27 października 2012 roku, czyli od śmierci Russela Meansa, stanowisko głowy państwa w samozwańczej Republice Lakockiej jest wakujące.